# Novomîkolaiivske, Vradiivka
Novomîkolaiivske (în ucraineană Новомиколаївське) este un sat în comuna Dobrojanivka din raionul Vradiivka, regiunea Mîkolaiiv, Ucraina.

## Demografie
Componența lingvistică a localității Novomîkolaiivske
     Ucraineană (92,95%)
     Română (4,15%)
     Rusă (2,49%)
Conform recensământului din 2001, majoritatea populației localității Novomîkolaiivske era vorbitoare de ucraineană (92,95%), existând în minoritate și vorbitori de română (4,15%) și rusă (2,49%).